# Il Nuovo Canzoniere Italiano
Il Nuovo Canzoniere Italiano è stato un gruppo musicale italiano fondato a Milano nel 1962.
Al NCI (e in particolare allo spettacolo Bella ciao) si deve la riscoperta e la diffusione di molti canti tradizionali e di protesta, che rischiavano di essere dimenticati e che oggi sono popolari, come Maremma amara, Sciur padrun da li beli braghi bianchi o Addio a Lugano. In particolare, è a questo gruppo che si deve l'affermazione di Bella ciao come canzone simbolo della Resistenza italiana.

## Storia

### La rivista
Roberto Leydi e Gianni Bosio fondarono una rivista che si proponeva di studiare la canzone popolare italiana, con lo scopo dichiarato di recuperare una narrazione delle vicende storiche dal punto di vista del popolo. Bosio era il direttore delle Edizioni Avanti!, casa editrice collegata al giornale del Partito Socialista Italiano, e perciò faceva pubblicare il periodico dall'editrice che dirigeva. La rivista fu chiamata Il Nuovo Canzoniere Italiano e cominciò a uscire alla fine del 1962.
Nel 1963 si aggiunsero molti collaboratori, che formarono un gruppo numeroso di persone interessate all'etnomusicologia e alla canzone politica. Fra i primi a unirsi ai fondatori furono Fausto Amodei e Michele Straniero, che provenivano dall'esperienza torinese dei Cantacronache, e Sandra Mantovani, moglie di Leydi. Seguirono Cesare Bermani, Rudy Assuntino, Dante Bellamio, Giovanna Daffini, Caterina Bueno, Vittorio Carpi, Ivan Della Mea, Giorgio Bertero, Gaspare De Lama, Sergio Lodi, Franco Mereu, Tullio Savi, Maria Vailati. Fra i collaboratori occasionali e sostenitori si annoveravano Umberto Eco, Franco Fortini, Milly, Maria Monti e Giovanni Pirelli.

### Gli spettacoli
Nel 1964 venne avviato da Roberto Leydi e Sandra Mantovani un gruppo più strettamente musicale (denominato appunto "Gruppo del Nuovo Canzoniere Italiano") a reinterpretare i repertori legati alla protesta sociale, al lavoro, alla Resistenza. Nel solo primo anno il Gruppo organizzò tre diversi spettacoli.
Bisogna ricordare che Leydi aveva già esperienza in questo senso, avendo organizzato nel '62 il recital Milanin Milanon nello storico Teatro Gerolamo di Milano. Questo spettacolo riproponeva le canzoni milanesi tradizionali scelte dallo stesso Leydi, insieme a poesie dei maggiori autori di Milano, il tutto per la regia di Filippo Crivelli. Interpreti dello spettacolo erano Milly, Tino Carraro, Enzo Jannacci, Sandra Mantovani e Anna Nogara. Alcuni di questi artisti furono perciò invitati da Leydi a partecipare ai successivi progetti.
Il primo allestimento del Nuovo Canzoniere Italiano, articolato in nove serate, si intitolava L'altra Italia. Prima rassegna italiana della canzone popolare e di protesta vecchia e nuova e si tenne da marzo a maggio alla "Casa della Cultura" di Milano. 
Ad esso parteciparono, con ruoli diversi, etnomusicologi come Gianni Bosio, Roberto Leydi, Diego Carpitella, Cesare Bermani, Annabella Rossi, il regista teatrale Filippo Crivelli, i cantanti Caterina Bueno, Giovanna Daffini, Sandra Mantovani, Ivan Della Mea, Enzo Jannacci, Milly, Palma Facchetti, Maria Monti, Fausto Amodei, Nanni Svampa, Gino Negri, Vito Santangelo, Silvano Spadaccino, Maria Vailati, Silvia Malagugini
accompagnati da Fiorenzo Carpi, e poi Luciano Berio, Giorgio Bocca, Umberto Eco, Alfonso Failla, Franco Fortini, Mario De Micheli, Giacomo Manzoni, Giancarlo Majorino, Mario Soldati, Tullio Savi e altri.
In particolare entrarono in quell'occasione a far parte del Gruppo Giovanna Marini, il Gruppo Padano di Piadena, Franco Coggiola, Bruno Pianta, Maria Teresa Bulciolu, Matteo Deichmann.
A questo recital si sovrappose in aprile Pietà l'è morta. La Resistenza nelle canzoni 1919-1964, sempre organizzato da Crivelli e Leydi, con Giovanni Pirelli. Cantavano Sandra Mantovani, Giovanna Daffini, Ivan Della Mea, Franco Mereu, il Gruppo di Piadena; mentre suonavano Vittorio Carpi, Gaspare De Lama, Paolo Ciarchi e Sergio Lodi. Dopo il debutto nella Sala dei Giganti dell'Università di Padova, lo spettacolo girò in diverse piazze del Nord Italia per terminare al Piccolo Teatro di Milano.
Lo spettacolo più famoso del Nuovo Canzoniere Italiano rimane tuttavia Bella ciao. Un programma di canzoni popolari italiane, autentico caposaldo del folk revival nostrano, rimasto nella storia, che ebbe grande successo di pubblico e critica, e provocò anche scandalo. Il recital era stato organizzato da Filippo Crivelli, Franco Fortini e Roberto Leydi, su invito di Nanni Ricordi per il Festival dei Due Mondi di Spoleto. Gli interpreti erano Sandra Mantovani, Giovanna Daffini, Giovanna Marini, Maria Teresa Bulciolu, Caterina Bueno,  Silvia Malagugini, Cati Mattea, Michele Straniero, il Gruppo di Piadena, accompagnati dalla chitarra di Gaspare De Lama.
Lo spettacolo è rimasto celebre anche perché in occasione di una replica, a causa dell'esecuzione di O Gorizia tu sei maledetta, un ufficiale dei carabinieri presente in sala denunciò Straniero, Leydi, Bosio e Crivelli per vilipendio delle forze armate italiane. L'episodio diede un'involontaria notorietà al Nuovo Canzoniere Italiano.
Nel 1965 fu invitato come regista al posto di Crivelli il giovane Dario Fo. Emerse allora una diversa impostazione, condivisa anche da Nanni Ricordi e Gianni Bosio: Leydi fu sostituito come autore del grande spettacolo in preparazione, da Bermani e Coggiola. 
Lo spettacolo si chiamerà Ci ragiono e canto. Rappresentazione popolare in due tempi su materiale originale curata da Cesare Bermani e Franco Coggiola. Interpreti erano Caterina Bueno, Giovanna Daffini, Giovanna Marini, Franco Coggiola, Ivan Della Mea, Gruppo di Piadena, Silvia Malagugini, Cati Mattea, Paolo Ciarchi, nonché i "nuovi" Rosa Balistreri, Piero Nissim, il Coro del Galletto di Gallura e Enzo Del Re.
Di Ci ragiono e canto si ebbero due successive edizioni, nel 1969 e nel 1973, con cambiamenti di organico e di canzoni.

### I Dischi del Sole
Contestualmente alla nascita del gruppo musicale del Nuovo Canzoniere Italiano, nel 1963, venne fondata anche la casa discografica I Dischi del Sole, emanazione fonografica delle Edizioni Avanti!, buona parte della cui produzione è, in vario modo, riferibile al N.C.I..
In alcuni dischi il Nuovo Canzoniere appare come interprete, in quanto molti membri del gruppo vi eseguivano almeno un brano; la maggior parte dei dischi, invece, era incisa da uno, due o tre membri del gruppo, i quali erano indicati in copertina come interpreti del disco. Inoltre, le incisioni riguardavano sia canti tradizionali, sia, a partire dal 1966, canzoni moderne composte ed eseguite dai membri del gruppo, primi fra tutti Ivan Della Mea e Giovanna Marini.
A loro volta dei canti tradizionali in alcuni dischi venivano incise direttamente le registrazioni effettuate sul campo, in altri venivano incise le interpretazioni dei cantanti del N.C.I..

### Vicende successive
Nel 1966 Leydi abbandonò Il Nuovo Canzoniere Italiano, seguito da altri fra cui Sandra Mantovani. L'anno dopo fu la volta di Ivan della Mea. Poi quella di Michele Straniero.
Una trasformazione stava avvenendo nel NCI: infatti Gianni Bosio riteneva che la canzone di protesta contemporanea fosse la diretta prosecuzione di quella raccolta dagli etnomusicologi.
Così entrarono nel gruppo Gualtiero Bertelli, Paolo Pietrangeli, Alfredo Bandelli, Pino Masi. Entrarono, in ogni modo, anche etnomusicologi come Hana Roth e Alessandro Portelli.
Nello stesso 1966 Gianni Bosio e Alberto Mario Cirese fondarono l'Istituto Ernesto De Martino, che conserva tuttora le registrazioni effettuate a partire dagli anni Sessanta.
Nel 1971 morì improvvisamente Gianni Bosio, e conseguentemente il NCI si disciolse.
Nel 1973 Ivan Della Mea ricostituì il gruppo, che svolse per qualche anno un'intensa attività di concerti, soprattutto alle Feste de l'Unità e del 1º maggio.
Fra il 1977 e il 1978 chiusero definitivamente sia la rivista che il gruppo musicale.

## Formazione
- Claudio Bernieri
- Fausto Amodei
- Ivan Della Mea
- Michele Straniero
- Pino Masi
- Sandra Mantovani

## Discografia

### Album
- 1964 - Bella ciao
- 1966 - Ci ragiono e canto (con Dario Fo)
- 1972 - Il bosco degli alberi

### EP
- 1963 - Canti e inni socialisti 2 (con Sandra Mantovani)
- 1963 - Il povero soldato 2
- 1963 - Santi del mio paese (con Sandra Mantovani)

### Libri
- Cesare Bermani, Una storia cantata. 1962-1997: trentacinque anni di attività del Nuovo Canzoniere Italiano/Istituto Ernesto de Martino, Milano, Jaca Book, 1997.
- Leonardo Colombati (a cura di), La canzone italiana. 1861-2011, Mondadori, 2011.

### Articoli
- Cesare Bermani, Per una storia del Nuovo Canzoniere Italiano. Alcune date, in InOltre, Anno X, n° 11, Editoriale Jaca Book, 2008,  p. 144.
- Paolo Mercurio e Roberto Leydi, Il Nuovo Canzoniere Italiano e l'attività teatrale (1962-1965), in BF, n. 157, 25 giugno 2014.